# Siły powietrzne

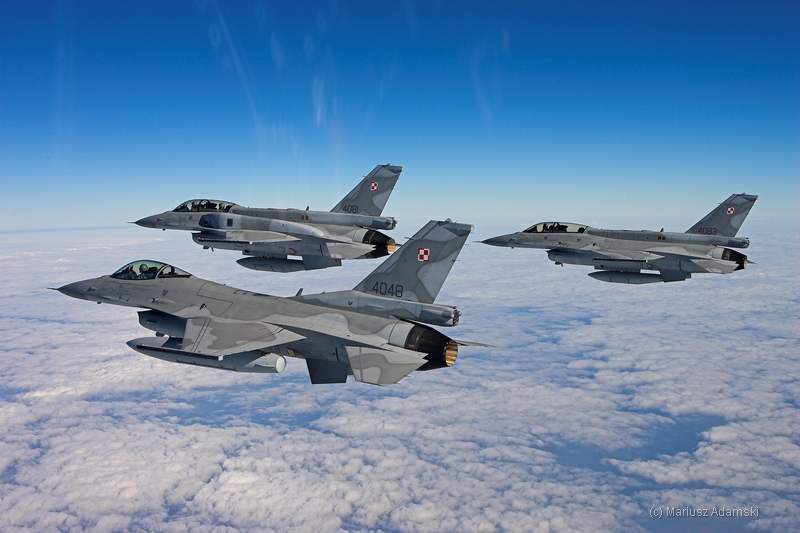
Siły powietrzne

Siły powietrzne – rodzaj sił zbrojnych związany z działaniami prowadzonymi w przestrzeni powietrznej.
Siły powietrzne tworzą:
- Wojska lotnicze
- Wojska radiotechniczne
- Wojska obrony przeciwlotniczej (dawniej wojska rakietowe OP)
- jednostki łączności, rozpoznania i walki elektronicznej oraz logistyczne.

## Polskie siły powietrzne
- Polskie Siły Powietrzne
- Polskie Siły Powietrzne we Francji
- Polskie Siły Powietrzne w Wielkiej Brytanii
- Lotnictwo ludowego Wojska Polskiego
- Siły Powietrzne